# Schorfheide

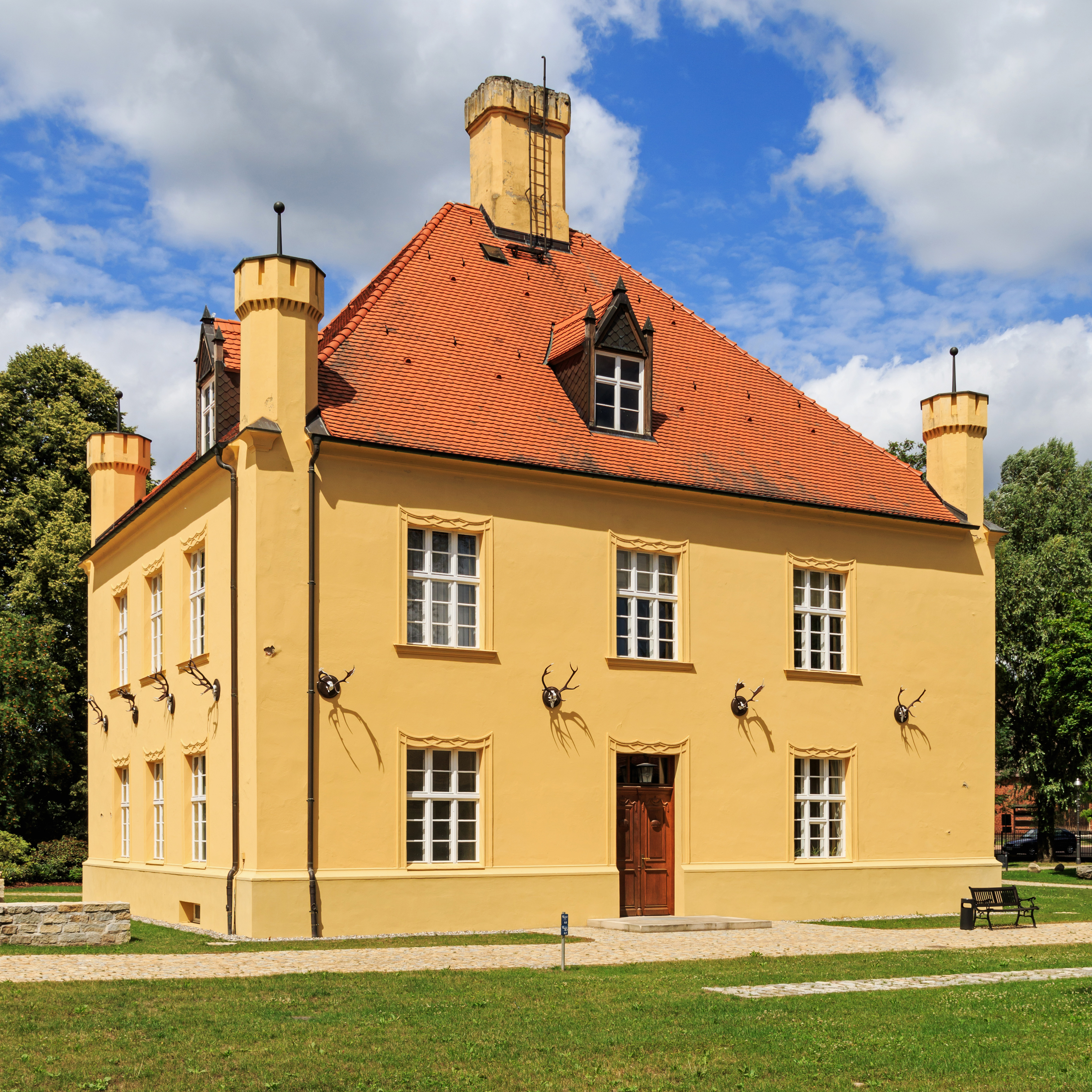

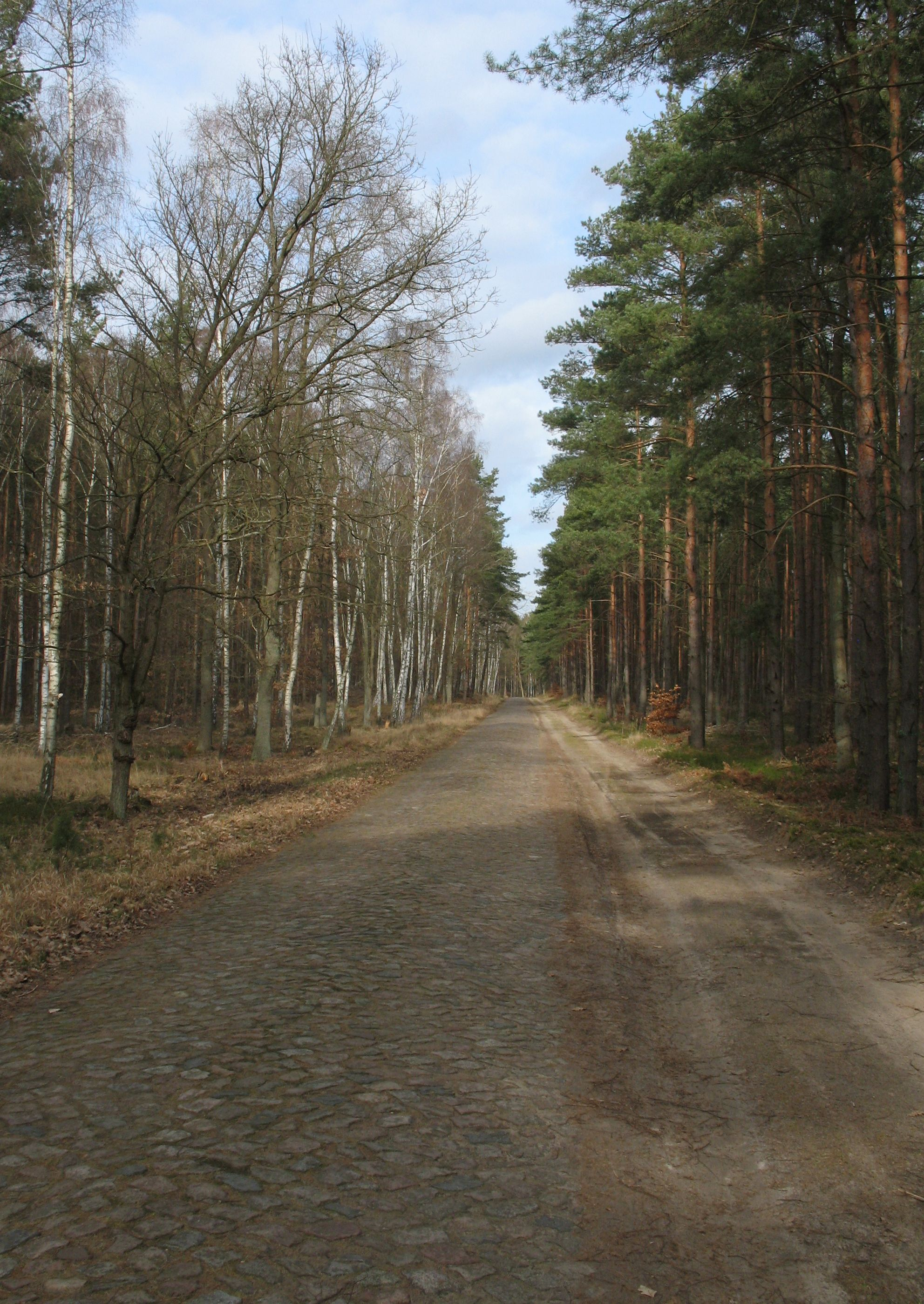

Schorfheide là một đô thị ở the huyện Barnim, trong Brandenburg, Đức. Đô thị này có diện tích 236,79 km², dân số thời điểm ngày 31 tháng 12 năm 2006 là 10.342 người. Đô thị này có cự ly 40 km về phía đông bắc của Berlin (centre). Schorfheide là đô thị có diện tích lớn nhất huyện này.

## Twin towns
- Korschenbroich, Đức
- Mielno, Ba Lan
- Dorossiamesso, Satiri, Houet, Burkina Faso